# 1974 في إيطاليا
فيما يلي قوائم الأحداث التي وقعت خلال عام 1974 في إيطاليا.

## سياسة

### تعيين في المنصب
- 14 مارس – جوليو أندريوتي وزير الدفاع  [لغات أخرى]‏.
- 23 نوفمبر – ألدو مورو رئيس وزراء إيطاليا.
- 23 نوفمبر – ماريانو رومور وزير الخارجية.

### انتهاء فترة المنصب
- 23 نوفمبر – جوليو أندريوتي وزير الدفاع  [لغات أخرى]‏.
- 23 نوفمبر – ماريانو رومور رئيس وزراء إيطاليا.

## رياضة
- 1 يناير – بطولة العالم للعدو الريفي 1974

## أفلام
من الأفلام التي صدرت هذه السنة في إيطاليا:
- 1 يناير – أماركورد من إخراج فيديريكو فليني.
- 1 يناير – البواب الليلي من إخراج ليليانا كافاني.
- 1 يناير – ليالي عربية من إخراج بيير باولو بازوليني.

## برامج ومسلسلات وأنمي
- كاليميرو

## مواليد

### يناير
- 3 يناير – أليساندرو بيتاتشي درّاج طريق إيطالي.
- 8 يناير – ماسيميليانو موري درّاج طريق إيطالي.[1]

### فبراير
- 2 فبراير – أندريا مينيغين
- 14 فبراير – فالينتينا فيزالي مسايفة إيطالية.[2]
- 24 فبراير – نيكولا بافاريني لاعب كرة قدم إيطالي.[3]

### مارس
- 9 مارس – ماركو فيلو درّاج طريق إيطالي.
- 11 مارس – جينو بورسوي متسابق دراجات نارية إيطالي.
- 19 مارس – ميركو سيليستينو درّاج طريق إيطالي.
- 27 مارس – أندريا كونتي لاعب كرة سلة إيطالي.

### أبريل
- 1 أبريل – باولو بتيني درّاج طريق إيطالي.
- 13 أبريل – فالنتينا سيرفي ممثلة إيطالية.
- 27 أبريل – كريستيان ستيليني لاعب ومدرب كرة قدم إيطالي.[4]
- 28 أبريل – ماركو باسيلي ممثل إيطالي.

### مايو
- 14 مايو – ماتيو توساتو درّاج طريق إيطالي.
- 16 مايو – لورا باوزيني[5]
- 17 مايو – داميانو توماسي لاعب كرة قدم إيطالي.[6]
- 23 مايو – فابيو ساكي درّاج طريق إيطالي.
- 25 مايو – كريستيان ريجانو لاعب كرة قدم إيطالي.[7]
- 30 مايو – ماسيمو بيرتوليني لاعب كرة مضرب إيطالي.

### يونيو
- 5 يونيو – ماتيو غوالدالبين لاعب كرة قدم إيطالي.[8]
- 14 يونيو – ميتشيلي فيني لاعب كرة قدم إيطالي.[9]
- 18 يونيو – فينتشينزو مونتيلا لاعب ومدرب كرة قدم إيطالي.[10]
- 20 يونيو – لورينزو سكويزي لاعب كرة قدم إيطالي.[11]
- 21 يونيو – انطونيو بيرنارديني لاعب كرة قدم إيطالي.
- 21 يونيو – دافيدي بومبارديني لاعب كرة قدم إيطالي.[12]
- 21 يونيو – فلافيو روما لاعب كرة قدم إيطالي.[13]
- 25 يونيو – أليساندرو تونولي لاعب كرة سلة إيطالي.

### يوليو
- 5 يوليو – روبرتو لوكاتيلي متسابق دراجات نارية إيطالي.
- 13 يوليو – يارنو ترولي سائق سيارة سباق إيطالي.
- 16 يوليو – ماسيمو مارازينا لاعب كرة قدم إيطالي.[14]

### أغسطس
- 17 أغسطس – جيوليانا رانسيك
- 20 أغسطس – إيمي آدمز[15]
- 29 أغسطس – نيكولا أموروزو لاعب كرة قدم إيطالي.[16]

### سبتمبر
- 10 سبتمبر – ستيفانو بروجيني متسابق دراجات نارية إيطالي.

### أكتوبر
- 10 أكتوبر – فابيو ترويانو ممثل إيطالي.

### نوفمبر
- 9 نوفمبر – أليساندرو دل بييرو لاعب كرة قدم إيطالي.[17]
- 9 نوفمبر – جوفانا ميدزوجورنو[18]
- 12 نوفمبر – أليساندرو بيرينديلي لاعب كرة قدم إيطالي.[19]
- 18 نوفمبر – ماكس تونيتو لاعب كرة قدم إيطالي.[20]
- 23 نوفمبر – أليساندرو رينالدي لاعب كرة قدم إيطالي.[21]

### ديسمبر
- 1 ديسمبر – روبرتو تشياسيج لاعب كرة سلة إيطالي.
- 14 ديسمبر – إيفان كوارنتا دراج إيطالي.

## وفيات

### يناير
- 27 يناير – جوسيبي مورو (مواليد 1921) لاعب كرة قدم إيطالي.

### فبراير
- 4 فبراير – ليليانا رونتشيتي (مواليد 1927) لاعبة كرة سلة إيطالية.

### أبريل
- 8 أبريل – فيروتشو نوفو (مواليد 1897) لاعب ومدرب كرة قدم إيطالي.

### مايو
- 26 مايو – إنريكو ميدي (مواليد 1911) فيزيائي إيطالي.[22]

### يونيو
- 11 يونيو – يوليوس إيفولا (مواليد 1898)[23][23]

### يوليو
- 11 يونيو – يوليوس إيفولا (مواليد 1898)[23][23]

### أكتوبر
- 8 أكتوبر – ماريا نلينو (مواليد 1908) مستعربة إيطالية.[24]

### نوفمبر
- 4 نوفمبر – زيفيرو فورياسي (مواليد 1923) لاعب كرة قدم إيطالي.
- 13 نوفمبر – فيتوريو دي سيكا (مواليد 1901) مخرج أفلام إيطالي.[25]